# هدوء نسبي (مسلسل)
هدوء نسبي مسلسل عربي ضخم الإنتاج عُرض على قناة روتانا خليجية وقناة نسمة في رمضان 1430 هـ/ 2009م. تأليف خالد خليفة، وإخراج شوقي الماجري، وبطولة: عابد فهد، ونيللي كريم، ونادين سلامة، ونخبة من نجوم الفن العربي. إنتاج روتانا خليجية وإيبلا الدولية للإنتاج السينمائي والتلفزيوني.

## الممثلون
- عابد فهد
- نيللي كريم
- نادين سلامة
- بيار داغر
- فاضل خليل
- كندة علوش
- أحمد وفيق
- أميرة فتحي
- أحمد كمال
- ألفت عمر
- كريم كوجك
- جواد الشكرجي
- قمر خلف